# Nëis
Nëis (altgriechisch Νῆις Nḗis) ist eine Person der griechischen Mythologie.
In der Bibliotheke des Apollodor ist Nëis die Tochter des Königs Zethos von Theben und der Aëdon und somit die Schwester des Itylos. Es wurde davon ausgegangen, dass eines der Tore von Theben nach ihr benannt wurde. Nach Hyginus war sie die Gattin des Endymion.
Nach Pausanias ist Nëis ein Sohn des Zethos. Nach ihm wurde von Amphion, dem Bruder des Zethos, das Tor benannt.